# 喬治敦 (阿肯色州波普縣)
喬治敦（英語：Georgetown）是位於美國阿肯色州波普縣的一個非建制地區。該地的面積和人口皆未知。

## 地理
喬治敦的座標為35°20′00″N 93°16′34″W / 35.33333°N 93.27611°W，而該地的平均海拔高度為115米（即377英尺）。